# Københavns Amt (før 1970)
Københavns Amt bestod oprindeligt af Sokkelund og Smørum Herreder, samt en del af Ølstykke Herred (som i 1800 blev lagt til Frederiksborg Amt). 
I 1808 blev det hidtidige Roskilde Amt lagt under Københavns Amt. I 1842 blev de delvist adskilt igen som to amtskredse med hver deres amtsråd men med fælles amtsmand. Ved Kommunalreformen i 1970 blev de skilt helt ad som henholdsvis Københavns Amt og Roskilde Amt.
I det danske nummerpladesystem havde Københavns Amt bogstavet A fra 1903 til 1958, og da systemet i dette år blev omlagt, fik Frederiksberg AA, Nordre Birk AH, Søndre & Amager Birk AR, Roskilde AT & AV og Køge AY, medens Haslev, der egentlig var en del af Sorø Amt, men som politimæssigt hørte under Københavns Amt, fik tildelt kombinationen AZ.

## Amtmænd
- 1793 – 1799: Christian Ludvig Scheel-Plessen (sad fra 1773)
- 1800 – 1802: Johan Henrik Knuth
- 1802 – 1810: Frederik Hauch (17. januar 1809 blev Roskilde Amt henlagt under Københavns Amt)
- 1810 – 1816: Werner Jasper Andreas Moltke
- 1816 – 1821: Christopher Schøller Bülow (dispenseret fra embedet 1818, fradømt embedet ved Højesteret)
- 1821 – 1831: Frederik von Lowsow (konstitueret 1818-21)
- 1831 – 1845: Frederik Julius greve Knuth
- 1845 – 1847: Henrik greve Moltke
- 1847 – 1859: Peter Tetens
- 1860 – 1872: Carl Frederik Simony
- 1915 – 1932: Christian Emil Anker Ammentorp
- 1935 – 1952: Kresten Haugen-Johansen

- Københavns Amt før 1808
- Roskilde Amt 1793-1808
- Københavns Amt efter 1808
- Københavns med Roskilde Amt omkring 1900